# Нижній Бишкин
Нижній Бишки́н — село в Україні, у Слобожанській міській громаді Чугуївського району Харківської області. Населення становить 583 осіб.

## Географія
Село Нижній Бишкин знаходиться на правому березі річки Сіверський Донець в місці впадання в неї річки Бишкин, вище за течією на відстані 4,5 км розташоване село Суха Гомільша, нижче за течією на відстані 7 км — село Геївка, на протилежному березі розташоване село Черкаський Бишкин, вище за течією річки Бишкин на відстані 6 км розташоване село Верхній Бишкин. Частина села, розташована на лівому березі річки Бишкин, раніше називалася село Гнилище.

## Історія
1730 — дата заснування.
Село постраждало внаслідок геноциду українського народу, вчиненого урядом СССР у 1932—1933 роках, кількість встановлених жертв в Нижньому Бишкині, Сухій Гомільші та Геївці — 187 людей.

## Економіка
- Молочно-товарна і свино-товарна ферми.
- Садові ділянки.

## Об'єкти соціальної сфери
- Школа.
- Спортивний майданчик.
- Амбулаторія сімейної медицини.